# Cel operacji
Cel operacji – końcowy rezultat konkretnej operacji (walki):
- w działaniach zaczepnych celem operacji (walki) jest rozbicie zasadniczego ugrupowania (zgrupowania) przeciwnika rozmieszczonego na danym kierunku oraz opanowanie określonego terenu (rubieży) niezbędnego do dalszego rozwijania natarcia;
- w działaniach obronnych celem operacji (walki) jest zerwanie działań zaczepnych przeciwnika, utrzymanie zajmowanego (bronionego) terenu (rubieży) i stworzenie warunków przejścia do działań zaczepnych.